# Campanula podocarpa
Campanula podocarpa är en klockväxtart som beskrevs av Pierre Edmond Boissier. Campanula podocarpa ingår i släktet blåklockor, och familjen klockväxter. Inga underarter finns listade i Catalogue of Life.